# Грант Имахара
Грант Масару Имахара (23. октобар 1970 – 13. јул 2020) је био амерички стручњак за електронику и радио контролу и глумац, најпознатији по свом раду на америчкој телевизијској емисији Разоткривачи митова.

## Биографија
Имахара је дипломирао електротехнику на Универзитету Јужне Калифорније. Дуже време је размишљао да постане сценариста, али је одлучио да ипак постане инжењер. У вези је са Џенифер Њуман.

## Каријера

### Рани рад
Након дипломирања је радио са визуелним ефектима за разне филмове. Неки од познатих филмова на којима је радио су: Парк из доба јуре: Изгубљени свет, Звездани ратови — епизода I: Фантомска претња, Вештачка интелигенција, Звездани ратови — епизода II: Напад клонова, Терминатор 3: Побуна машина, Матрикс рилодед, Мартикс резолушон, Ван Хелсинг, и Звездани ратови — епизода III: Освета сита.
Имахара је правио моделе за многе игране филмове. Он је реновирао Арту Диту роботе за нову трилогију Звезданих ратова.

### Разоткривачи митова
Имахара се придружио Разоткривачима митова на позив свог старог пријатеља, Џејмија Хајнамана. Његове колеге га често у шали зову штребером тима. Он често прави роботе за потребе емисије, као и специализован рад на рачунарима и електроници. Напустио је емисију 21. августа 2014. године.